# Ruth Kark

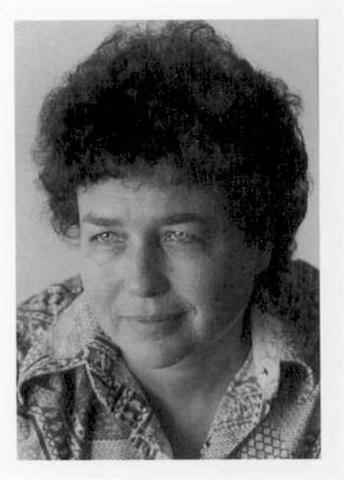
Ruth Kark

Ruth Kark, Hebräisch: רות קרק (geboren am 28. März 1941 in Petach Tikwa) ist eine israelische Historikerin und Professorin für Geographie.

## Leben
Ruth Kark wuchs als Tochter von Shoshana (Motchan) Kleiner und ihrem Mann Avraham in Israel auf. Zwischen 1958 und 1960 absolvierte sie ihren 21-monatigen Armeedienst im Dienstgrad eines Unteroffiziers. Anschließend studierte sie an der Hebräischen Universität Jerusalem und schloss 1964 ihren Bachelor ab. 1972 beendete sie ihren Master of Arts mit cum laude und promovierte anschließend bis 1977 in Historischer Geographie mit einer Arbeit über die Entwicklung der Städte Jerusalem und Jaffa von 1840 bis zum Ersten Weltkrieg.
Ruth Kark ist mit Jeremy David Kark verheiratet und hat drei erwachsene Kinder.

## Akademische Laufbahn
Seit 1988 lehrte Ruth Kark als Professorin an der Hebräischen Universität Jerusalem. Kark hat mehr als 20 Bücher und über 250 Artikel über die Geschichte und historische Geographie Palästinas und Israels geschrieben und veröffentlicht. Ihr wissenschaftliches Interesse gilt der Erforschung von Landnutzungskonzepten und -mustern im Nahen Osten und Palästina/Israel im 19. und 20. Jahrhundert, städtischen und ländlichen Siedlungsprozessen sowie westlichen Zivilisationen, Ideologien, Interessen, Aktivitäten und Interaktionen mit der lokalen Bevölkerung im Heiligen Land.
Kark war an verschiedenen Universitäten als Fellow tätig und hatte diverse Forschungsaufenthalte, z. B. an den Universitäten von Oxford, Harvard und Stanford.
In jüngster Zeit hat Ruth Kark über Frauen und Landbesitz in traditionellen und modernen Kulturen geschrieben. Ihre Studien konzentrieren sich auf globale indigene und beduinische Landrechte, Frauen und Geschlecht sowie jüdisches Unternehmertum der Sephardim und Mizrachim in Palästina/Israel.
Kark wird in Israel häufig als Expertin für Landstreitigkeiten vor Gericht bestellt.

## Auszeichnungen
Ruth Kark ist eine Yakirat Yerushalyim (Ehrenbürgerin von Jerusalem) und erhielt viele Preise, darunter den Heral Prize und den Wissenschaftspreis der Israelischen Vereinigung der Geographen.

## Publikationen (Auswahl)
- The Contribution in the Ottoman Regime in the Developement of Jerusalem and Jaffa 1840–1917. In: Palestine in the late Ottoman Period. Political, Social and Oeconomic Transformation. 1986.
- Joseph B. Glass, Ruth Kark: Sephardi Entrepreneurs in Eretz Israel: The Amzalak Family 1816–1918. The Hebrew University, Magnes Press, 1991.
- Historical Perspective through the Study of Ordinary People. William H. Rudy (1845–1915), a Member of the American-Swedish Colony in Jerusalem. In: America and Zion. Essays and Papers in Memory of Moshe Davis. 2002.
- Not a Suffragist?: Rahel Yanait Ben-Zvi 1886–1979 on Women and Gender. In: Nashim – A Journal of Jewish Women’s Studies & Gender Issues. 2004.
- Itamar Katz, Ruth Kark: The Greek Orthodox Patriarchate of Jerusalem and its Congregation: Dissent over Real Estate. In: International Journal of Middle East Studies. 2005.
- Roy S. Fischel, Ruth Kark: Sultan Abdülhamid II and Palestine: Private Lands and Imperial Policy. In: New Perspectives on Turkey. 2008.
- Konstantinos Papastathis, Ruth Kark: The Politics of church land administration: The Orthodox Patriarchate of Jerusalem in late Ottoman and Mandatory Palestine, 1875–1948. In: Byzantine and Modern Greek Studies. 2016.

## Bücher (Auswahl)
- Ruth Kark: The Land that became Israel. Studies in Historical Geography. The Hebrew University Magnes Press 1989, ISBN 965-223-719-1.
- Ruth Kark: Jaffa – A City in Evolution 1799–1917. Yad Izhak Ben-Zvi Publications, Israel 1990, ISBN 978-9-652-17065-1.
- Gideon Biger, Yehoshua Ben-Arieh, Ruth Kark: An Empire in the Holy Land. Historical Geography of the British Administration in Palestine, 1917–1929. The Hebrew University, Magnes Press 1994, ISBN 965-223-862-7.
- Ruth Kark: American Consuls Holy Land 1832–1914. Wayne State University Press 1994, ISBN 978-0-814-32523-0.
- Yehoshua Ben-Arieh, Ruth Kark: The „Business“ of Settlement. Private Entrepreneurship in the Jewish Settlement of Palestine, 1900–1914. The Hebrew University, Magnes Press 1994, ISBN 965-223-863-5.
- Helga Dudman, Ruth Kark: The American Colony: Scenes from a Jerusalem Saga. Carta, 1998, ISBN 978-9-652-20399-1.
- Ran Aaronsohn, Yehoshua Ben-Arieh, Ruth Kark: Rothschild and Early Jewish Colonization in Palestine. The Hebrew University, Magnes Press 2000, ISBN 965-4-93058-7.
- Ruth Kark, Michal Oren-Nordheim: Jerusalem and Its Environs: Quarters, Neighborhoods, Villages, 1800–1948. Wayne State University Press 2001, ISBN 978-0-814-32909-2.
- Joseph B. Glass, Ruth Kark: The Valero Family: Seven Generations in Jerusalem 1800–1948. Gefen Books 2005, ISBN 978-9-652-29336-7.
- Ruth Kark: Jewish Women in Pre-State Israel. Life, History, Politics and Culture. Brandeis 2008, ISBN 978-1-58465-808-5.
- Ruth Kark: Bedouin Law from Sinai and the Negev. Yale University Press, 2009, ISBN 978-0-300-15324-8.